# Peltophysa minor
Peltophysa minor är en insektsart som beskrevs av Burckhardt 2009. Peltophysa minor ingår i släktet Peltophysa och familjen Peloridiidae. Inga underarter finns listade i Catalogue of Life.